# Styria Media Group
Styria Media Group AG, adesea menționată doar ca Styria, este o companie mass-media austriacă, fondată în 1869 și cu sediul în Graz. Această companie este una dintre cele mai mari companii de media din Austria, Croația și Slovenia, și este prezentă, de asemenea, în mai multe alte țări. Styria publică mai multe cotidiene și reviste săptămânale, mai multe site-uri de știri și operează două posturi de radio și un canal de televiziune. Ea include, de asemenea, șapte case editoriale. Grupul a avut o cifra de afaceri de 454 milioane de euro în 2009.
În 2015, Styria Media Group și Moser Holding Aktiengesellschaft dețin fiecare câte 50% din Regionalmedien Austria. Această companie publică ziare locale gratuite (finanțate prin publicitate) pe tot teritoriul Austriei. Piețele inițiale ale companiei sunt landurile Stiria și Carintia ale Austriei, unde publică cotidianul ei emblematic Kleine Zeitung și mai multe săptămânale regionale. La nivel național, compania publică cotidianul vienez Die Presse, cotidianul de afaceri WirtschaftsBlatt și revista săptămânală Die Furche.
În Croația, Styria este acționar unic al importantului cotidian Večernji list și al cotidianului tabloid 24sata. În martie 2008 ea a achiziționat, de asemenea, cotidianul de afaceri Poslovni dnevnik.
În Slovenia, compania publică ziarul gratuit Žurnal24 și deține o participație la importantul cotidian Dnevnik. În Italia compania deține o cotă majoritară în săptămânalul regional Il Friuli, care acoperă regiunea Friuli-Veneția Giulia din nord-estul Italiei. În martie 2009, Styria s-a extins, de asemenea, în Muntenegru și a dobândit o participație minoritară în compania ce editează cotidianul Vijesti.

## Publicații
Ziare cotidiene
- Die Presse (Austria)
- Kleine Zeitung (Austria)
- WirtschaftsBlatt (desființat din 2 septembrie 2016; Austria)[3]
- 24sata (Croația)
- Poslovni dnevnik (Croația)
- Večernji list (Croația)
- Dnevnik (Slovenia)
- Žurnal24 (Slovenia)
- Vijesti (Muntenegru)

Ziare săptămânale
- Die Furche (Austria)

Reviste
- Wiener[4]